# Avenue Zénobe Gramme (Bruxelles)
Pour les articles homonymes, voir Rue Zénobe Gramme.
L'avenue Zénobe Gramme (en néerlandais : Zénobe Grammestraat) est une avenue bruxelloise de la commune de Schaerbeek qui va de l'avenue Georges Rodenbach jusqu'au carrefour de la rue Chaumontel, de la rue Van Droogenbroeck, de l'avenue Georges Eekhoud et de l'avenue Maurice Maeterlinck en passant par la rue Auguste Snieders et l'avenue Jean Jaurès.
La numérotation des habitations va de 1 à 121 pour le côté impair, et de 44 à 120 pour le côté pair.
L'avenue porte le nom de l'inventeur de la première dynamo industrielle, Zénobe Gramme, né à Jehay-Bodegnée le 4 avril 1826 et décédé à Bois-Colombes le 20 janvier 1901.

## Adresses notables
- nos 13 à 25 : immeubles du Foyer Schaerbeekois
- nos 27-31 : Bâtiment passif[1]
- no 60 : Atelier des Petits Pas